# Degenerative Myelopathien der Hunde

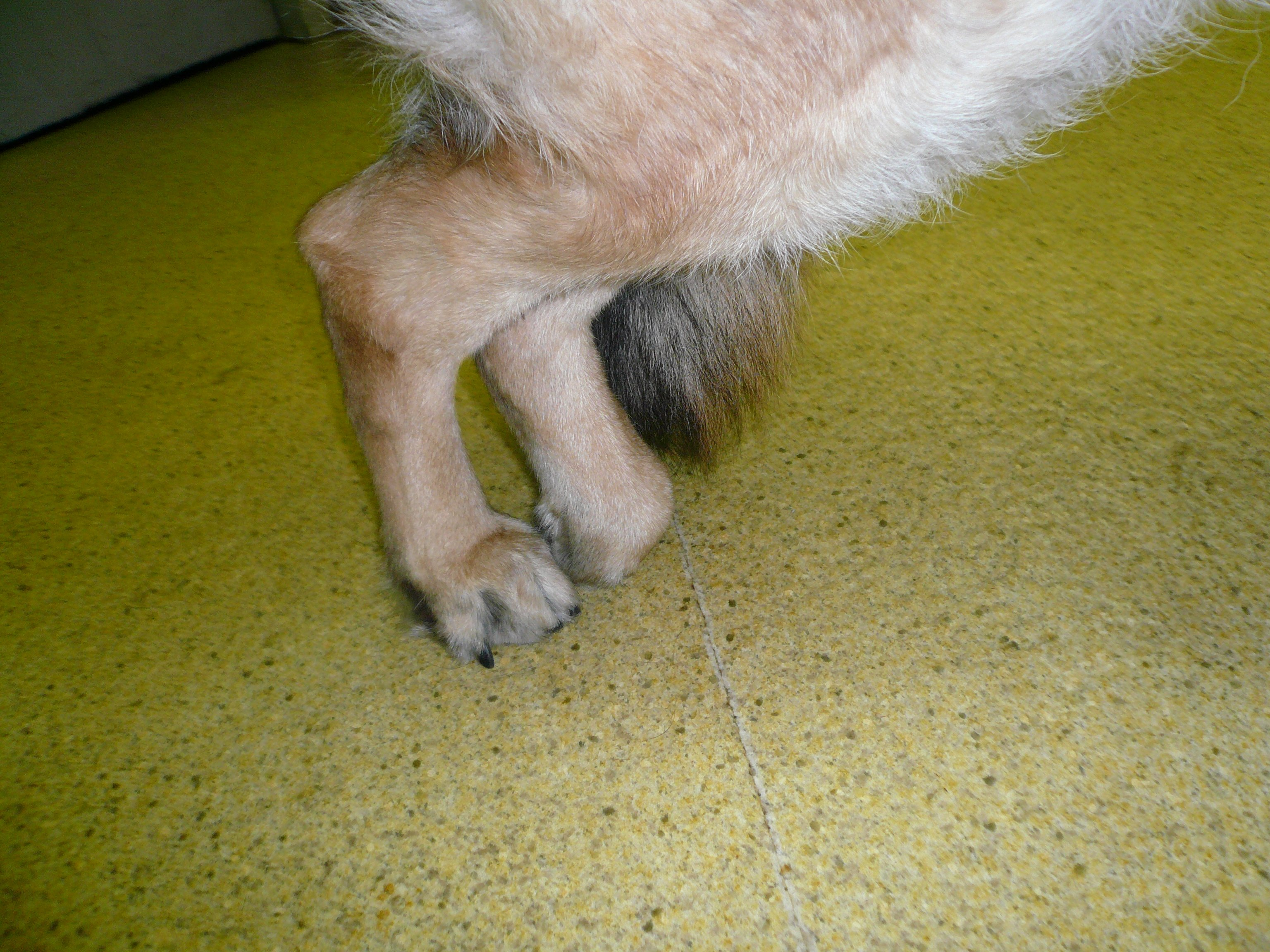
Überköten bei einem Hund mit degenerativer Myelopathie

Als degenerative Myelopathien der Hunde fasst man eine Reihe langsam verlaufender neurologischer Erkrankungen zusammen, die mit einer Zerstörung (Degeneration, D nach der VETAMIN-D-Einteilung) des Rückenmarks (griech. μύελος – myelos) einhergehen. Diese Erkrankungen gehen mit langsam fortschreitenden Bewegungsstörungen der Hinterhand einher und sind nicht schmerzhaft. Eine Behandlung ist wenig erfolgversprechend.

## Degenerative Myelopathie großer Hunderassen
Die degenerative Myelopathie großer Hunderassen ist relativ häufig, besonders bekannt ist sie beim Deutschen Schäferhund. Sie entwickelt sich bei ihm ab dem fünften Lebensjahr. Ursächlich ist eine Mutation des SOD1-Gens verantwortlich. Besonders stark von der Erkrankung betroffen sind große Rassen: Hütehunde wie der Collie und der Belgische Schäferhund sowie Sibirischer Husky, Hovawart, Weimaraner, Rhodesian Ridgeback. Die Erkrankung ist durch eine Degeneration des Myelins im Brust- und Lendenteil des Rückenmarks gekennzeichnet. Dadurch entwickeln sich allmählich unkoordinierte Bewegungen der Hinterhand, eine gestörte Eigenwahrnehmung und gestörte Reflexe. Die Erkrankung ist nicht schmerzhaft.
Die Diagnose wird zumeist nach dem Ausschlussverfahren gestellt, sie kann nur nach Autopsie als sicher betrachtet werden. Vor allem ein Bandscheibenvorfall und eine Fibrokartilaginöse Embolie (beide treten akut auf), Cauda-equina-Syndrom und Wobbler-Syndrom (Röntgen, Myelografie) und schließlich Tumoren des Rückenmarks müssen ausgeschlossen werden. In der Rückenmarksflüssigkeit kann eine leichte Erhöhung des Proteingehalts auftreten. Eine Magnetresonanztomographie kann die Diagnose sichern, ist aber kostenintensiv und nur in großen Kliniken verfügbar. Typisch und für die Abgrenzung zu anderen Erkrankungen wichtig, verläuft degenerative Myelopathie schmerzlos.
Mittels Physiotherapie, täglichem Laufen oder Schwimmen kann versucht werden, den Muskelschwund aufzuhalten. Behandlungsversuche wurden mit Prednisolon, Aminocapronsäure, N-Acetylcystein, Vitamin E, Vitamin C und Vitamin-B-Komplex durchgeführt. Alle Medikationen zeigen nach einer aktuellen Studie keine erhöhte Wirksamkeit gegenüber der Physiotherapie und konnten den Krankheitsverlauf nicht aufhalten. Die Prognose ist daher eher schlecht, da aber nicht schmerzhaft kann der Hund mit Tragegurt oder Rolli noch durchaus viel Lebensqualität haben und im Kreise seiner Familie bleiben.

## Rassespezifische degenerative Myelopathien
Im Gegensatz zur degenerativen Myelopathie älterer Hunde sind die rassespezifischen degenerativen Myelopathien insgesamt sehr selten. Sie können allesamt nicht therapiert werden und haben eine schlechte Prognose. Differentialdiagnostisch müssen bei diesen Erkrankungen vor allem angeborene Fehlbildungen des Rückenmarks (Syringomyelie, Hydromyelie) und infektiöse Erkrankungen (Toxoplasmose, Neosporose, Staupe) berücksichtigt werden.
Die Ataxie und Myelopathie der Terrier (Hereditäre Ataxie) kommt bei Foxterrier und Jack Russell Terrier sowie Parson Russell Terrier vor. Hierbei tritt ein Abbau der weißen Substanz im Hals- und Brustbereich des Rückenmarks auf. Sie entwickelt sich im Alter von zwei bis sechs Monaten und geht mit weit ausladenden Bewegungen (Hypermetrie) der Vorderbeine, Muskelzittern und breitbeiniger Stellung der Hinterbeine einher. Die Tiere neigen zum Umfallen und können nicht mehr alleine aufstehen. Beim Jack Russell bzw. Parson Russell Terrier kommt es auch zur Schädigung des Hörnervs mit zunehmender Taubheit.
Die Hound-Ataxie tritt bei Beagle und English Foxhound auf. Als Ursache wird eine überwiegende Fütterung von Pansen diskutiert. Sie entsteht im zweiten bis siebten Lebensjahr infolge einer Degeneration der weißen Substanz im Brustmark und der grauen Substanz im Hirnstamm und zeigt sich in Bewegungsstörungen, spastischer Parese und vermindertem Pannikulusreflex.
Die Afghanenmyelopathie ist eine vermutlich erblich bedingte Degeneration der weißen Substanz (Leukodystrophie) im Hals- und Brustmark bei Afghanen. Sie entsteht im ersten Lebensjahr mit Paresen und entwickelt sich binnen weniger Wochen zu einer kompletten Lähmung der vier Gliedmaßen (Tetraplegie).
Die degenerative Myelopathie des Zwergpudels ist eine vermutlich angeborene Demyelinisierung des Rückenmarks und Mittelhirns. Mit dem 2. bis 4. Lebensmonat entwickeln betroffene Zwergpudel zunehmend Paresen, die schließlich zu einer Tetraplegie führen können.
Die Leukoenzephalomyelopathie des Rottweilers ist eine vermutlich erblich bedingte Demyelinisierung des gesamten Zentralnervensystems, am stärksten im Rückenmark und Hirnstamm, bei Rottweilern. Sie entwickelt sich innerhalb der ersten drei Lebensjahre als fortschreitende Ataxie. Die Rückenmarksreflexe bleiben erhalten. Innerhalb eines halben Jahres können betroffene Tiere nicht mehr aufstehen und stehen.
Die Dalmatiner-Leukodystrophie ist eine bei Dalmatinern vorkommende Erbkrankheit mit Entmarkung der weißen Substanz und Schwund des Großhirns mit Erweiterung der Hirnventrikel. Ab dem 3. Lebensmonat entwickeln sich Sehstörungen und Ataxie. Die Erkrankung führt schnell zum Verlust des Stehvermögens.
Die Fibrinoide Leukodystrophie (Alexander's Disease) ist eine sehr selten auftretende Erkrankung bei Labrador Retrievern, Scottish Terriern und Zwergpudeln. Die Ursache ist ungeklärt. Die Erkrankung führt zu einer Degeneration der Astrozyten. Sie beginnt zwischen drittem und sechstem Lebensmonat mit Hinterhandparese, Ataxie und zunehmender Schwäche. Es können auch Verhaltensänderungen und bei Scottish Terriern Anfälle auftreten.
Die Axonopathie des Labradors ist eine bei Labrador Retrievern auftretende Degeneration der weißen Substanz. Sie beginnt mit Hinterhandschwäche bereits im Welpenalter und entwickelt sich zu ausgeprägten Hypermetrien mit Neigung zum Umfallen.
Die Spinale Muskelatrophie (Stockard disease) ist eine degenerative Erkrankung der grauen Substanz, insbesondere der Motoneurone. Sie tritt bei Rottweiler, Deutscher Dogge, Dobermann, English Pointer, Epagneul Breton und Lapphund auf. Beim Epagneul Breton wurde ein autosomal-dominanter Erbgang nachgewiesen. Die Erkrankung beginnt im Welpenalter mit Atrophie der Rückenmuskulatur, später entwickeln sich Paresen oder sogar Paralysen. Bei Rottweilern kann sich ein Megaösophagus entwickeln (siehe auch Spinale Muskelatrophie des Menschen).
Die Nekrotisierende Myelopathie des Kooiker-Hundes ist eine innerhalb der ersten drei Lebensmonate bei Kooiker-Hunden auftretende Degeneration der weißen Substanz, vor allem im Halsmark. Sie äußert sich in gesteigerten Reflexen und schnell fortschreitenden Lähmungen.
Die Progressive Degeneration des Ibiza-Hundes ist eine mit den ersten Gehversuchen bei Ibiza-Welpen in Erscheinung tretende progressive Lähmung. Sie beginnt an der Hinterhand und greift dann auch auf die Vorderhand über. Spastizität und Dysmetrien kommen hinzu, gelegentlich werden auch Anfälle beobachtet.